# Cornille
Cornille település Franciaországban, Dordogne megyében. Lakosainak száma 688 fő (2022. január 1.). Cornille Agonac, Antonne-et-Trigonant, Champcevinel, Trélissac és Sorges-et-Ligueux-en-Périgord községekkel határos.

## Népesség
A település népességének változása:
| Lakosok száma | 275  | 445  | 548  | 655  | 670  | 673  | 676  | 683  | 687  | 688  |
|               | 1968 | 1982 | 1990 | 2006 | 2013 | 2015 | 2017 | 2019 | 2020 | 2022 |